# Pêche-cavale
Selar crumenophthalmus
Espèce
Le pêche-cavale est un poisson perciforme de la famille des carangidés. Il fait l'objet d'une pêche importante sur l'île de La Réunion, dans l'océan Indien.